# Жене и миграција
Готово половина међународних миграната су жене, које углавном путују или као радници мигранти или као избеглице. Раднице мигранти се селе из земаља у развоју у земље с високим дохотком ради плаћеног запослења, обично у родно издвојеним (сегрегираним) занимањима као што је кућни рад. Будући да се њихови послови увелико одвијају у приватним кућама, жене су подложне искоришћавању (експлоатацији) и злостављању. Зарађене плате се великим делом шаљу кући у матичну земљу да би се издржавали трошкови живота породице.
Жене избеглице наилазе на многе тешкоће, попут ограниченог приступа здравственој заштити, дискриминације, сексуалног насиља и опасности од трговине људима. Стога је неретко нарушено њихово душевно и телесно здравље.

## Међународне миграције
Према подацима Уједињених нација из 2013. жене сачињавају 48% од укупног броја међународних миграната. Удео жена је био највећи у Европи (51,9%), а затим следе Латинска Америка и Кариби (51,6%) те Северна Америка (51,2%). Океанија је домаћин готово једнаког удела жена и мушкараца миграната. Насупрот томе, мушкарци мигранти знатно надмашују жене мигранте у Азији (58,4%) и Африци (54,1%).
Жене мигрирају саме или са члановима породице и припадницима заједнице. Ипак, миграција жена се већином посматра као колективна, а не као индивидуална. Нове студије наводе сложене и многоструке узроке тога.

## Радници мигранти
Раднице мигранти из земаља у развоју ангажују се у плаћеним пословима у земљама чији нису држављани. Премда су жене традиционално сматране мужевљевим сапутницима у процесу миграције, већина одраслих жена миграната данас је запослена сама по себи. Године 2017. од сто шездесет осам милиона радника миграната више од шездесет осам милиона су биле жене. Повећање удела радница миграната од почетка 20. века често се назива „феминизација миграције”.
Већина мигрантских радница се сели из земаља у развоју у земље с високим дохотком, што остварује знатан утицај и на изворну и на одредишну земљу. Раднице мигранти годишње пошаљу више од триста милијарди долара у дознакама у матичне земље, неретко се користећи тим новцем за издржавање основних здравствених, стамбених и образовних потреба својих породица. На макроекономском нивоу дознаке радника емиграната могу чинити до 25% националног бруто домаћег производа и могу помоћи тим земљама у развоју да се изборе с трговинским дефицитима и спољним дуговима. Раднице мигранти напуштају матичне земље и одвајају се од властитих породица да би их финансијски обезбедиле, што је довело до неравномерне глобалне расподеле репродуктивног рада. У одредишним земљама жене имигранти помажу у решавању недостатка неговатеља и омогућавају да више локалних жена уђе у радну снагу. С друге стране, у матичним земљама емиграција великог броја жена приморава остале припаднике заједнице да преузму веће терете кућног рада.
Раднице мигранти се обично баве родно сегрегираним професијама као што су кућни послови и већином раде у приватним кућама. Стога су релативно скривене од друштва и рањивије на експлоатацију и злостављање. Штавише, разне владине политике су такође повећале рањивост ових група на злостављање. На пример, у арапским државама кућни радници мигранти зависе од својих послодаваца у погледу правног статуса, што доводи до тога да радници подносе различите облике злостављања због страха од депортације. У неким државама је забрањено радницама мигрантима да имају секс или да затрудне.
Платна дискриминација је врста дискриминације где послодавац исплаћује различите своте новца двојици сличних радника, обично на основу пола или расе. Кампелман и Рикс (2016) износе два различита објашњења за разлике уочене у платама. Објашњавају да се укуси и склоности послодаваца према страним радницима или купцима могу преобразити у то да имају мању потражњу за њима у целини и да им стога понуде ниже плате те друкчију динамику каријере; постоје ли велике разлике између радника имиграната и домаћих радника, то би могло довести до дискриминације у висини плата за имигрантске раднике. У оквиру дискриминације страних радника егзистира и дискриминација на основу пола. Раднице мигранти су суочене с „троструком дискриминацијом”. Тај појам означава да су стране раднице под већим ризиком да доживе дискриминацију јер су: жене, незаштићени радници и радници мигранти.

## Избеглице
Жене избеглице се суочавају с родно специфичним потешкоћама у свакодневном животу, у било ком стадијуму свог миграционог стажа. Заједничке тешкоће свим женама избеглицама, независно од других демографских података, јесу отежан приступ здравственој заштити и физичко злостављање. Најчешћи примери таквог злостављања су: дискриминација, сексуално насиље и трговина људима. Међутим, чак и када жене не постану жртве тих појава, често се сусрећу са злостављањем и занемаривањем властитих потреба. То доводи до комплексних последица, попут деморализације, стигматизације те нарушавања менталног и физичког здравља. Недостатак приступа одговарајућим ресурсима међународних организација за хуманитарну помоћ отежан је преовлађујућим родно специфичним уверењима широм света. Недавне тенденције у увођењу родне равноправности у главне токове (родни мејнстриминг) настоје да се боре против споменутих стереотипа.